# Until Death Overtakes Me/Diskografie
Diese Diskografie ist eine Übersicht über die musikalischen Werke des belgischen Funeral-Doom-Projektes Until Death Overtakes Me. Die Band veröffentlichte bisher elf Studioalben, ein Demo und eine EP.
Seit der Wiederaufnahme des Projektes im Jahr 2016 veröffentlicht der Bandgründer Stijn van Cauter anhaltend Single-Stücke, die als Musikdownload veröffentlicht werden und überwiegend im Zuge der Kompilationsreihe Collected Works als Alben zusammengestellt veröffentlicht werden. Zum Teil wurden die Stücke später auch zu Teilen regulärer Studioalben ausgebaut.

## Alben

### Studioalben
| Jahr | Titel Musiklabel                             | Anmerkungen                             | Cover |
| ---- | -------------------------------------------- | --------------------------------------- | ----- |
| 2001 | Symphony II - Absence of Life Nulll Records  | Erstveröffentlichung: 30. November 2001 |       |
| 2002 | Symphony I - Deep Dark Red Nulll Records     | Erstveröffentlichung: Februar 2002      |       |
| 2003 | Prelude to Monolith Nulll Records            | Erstveröffentlichung: Februar 2003      |       |
| 2006 | Symphony III - Monolith Flood the Earth      | Erstveröffentlichung: März 2006         |       |
| 2009 | Days Without Hope Marche Funebre Productions | Erstveröffentlichung: Oktober 2009      |       |
| 2017 | Antemortem Dusktone                          | Erstveröffentlichung: 1. Januar 2017    |       |
| 2017 | Flow of Infinity Void Overflow               | Erstveröffentlichung: 17. Oktober 2017  |       |
| 2018 | Missing Dusktone                             | Erstveröffentlichung: 2018              |       |
| 2020 | And Be No More Void Overflow                 | Erstveröffentlichung: 14. Mai 2020      |       |
| 2022 | Collapse of Light Void Overflow              | Erstveröffentlichung: 27. Februar 2022  |       |
| 2024 | Diagenesis Aesthetic Death Records           | Erstveröffentlichung: 06. Dezember 2024 |       |

### Kompilationen
Collected-Works-Reihe
| Jahr | Teil | Titel Musiklabel                     | Anmerkungen                              | Cover |
| ---- | ---- | ------------------------------------ | ---------------------------------------- | ----- |
| 2016 | I    | Well of Dreams Void Overflow         | Erstveröffentlichung: 29. August 2016    |       |
| 2017 | II   | Hell & Rain AMAdea Music             | Erstveröffentlichung: 19. April 2017     |       |
| 2018 | III  | They Know Void Overflow              | Erstveröffentlichung: 12. Juli 2018      |       |
| 2019 | IV   | Herald of Sorrow Void Overflow       | Erstveröffentlichung: 11. September 2019 |       |
| 2021 | V    | As Dead as Time Void Overflow        | Erstveröffentlichung: 29. April 2021     |       |
| 2023 | VI   | Decay into Irrelevance Void Overflow | Erstveröffentlichung: 27. Februar 2023   |       |

### EPs
- 2004: Interludium I - Funeral Path (EP, Nulll Records / Re-Release GS Productions)

### Demos
- 2001: Symphony I - Deep Dark Red (Demo, Nulll Records)

### Splits
- 2000: Until Death Overtakes Me/I Dream No More (Split mit I Dream No More, Nulll Records)

## Singles
- 2010: For (Nulll Infra)
- 2016: Days Without Hope (später auf Well of Dreams)
- 2016: Ancient Light (später auf Well of Dreams)
- 2016: Deathcaller (später auf Well of Dreams)
- 2016: Ultraphrygian Prime (später auf Well of Dreams)
- 2016: Ruinous (später auf Well of Dreams)
- 2016: Magistralis (später auf Well of Dreams)
- 2016: Well of Dreams (später auf Well of Dreams)
- 2016: Old Hell (später auf Hell & Rain)
- 2016: Blazarrise (später auf Hell & Rain)
- 2016: Watching Endtimes Unfold (später auf Hell & Rain)
- 2016: Supercluster (später auf Hell & Rain)
- 2016: And Then Came Rain (später auf Hell & Rain)
- 2017: Loss (später auf Hell & Rain)
- 2017: To Never Return (später auf Hell & Rain)
- 2017: Dusk Angels (später auf Flow of Infinity)
- 2017: Domain of Storms (später auf They Know)
- 2017: Flow of Infinity (später auf Flow of Infinity)
- 2017: Dawn Spirits (später auf Flow of Infinity)
- 2017: Lights of Infinity (später auf They Know)
- 2018: This Winter (später auf They Know)
- 2018: Hurt (später auf They Know)
- 2018: Hollow Star (später auf They Know)
- 2018: To Fade (später auf They Know)
- 2018: Mind Collapse (später auf They Know)
- 2018: Child of June (später auf They Know)
- 2018: They Know (später auf They Know)
- 2018: Void of Mind (später auf Herald of Sorrow)
- 2018: A Pathway into Dream (später auf Herald of Sorrow)
- 2019: Fractures in Earth (später auf Herald of Sorrow)
- 2019: Claimed by Winter (später auf Herald of Sorrow)
- 2019: Herald of Sorrow (später auf Herald of Sorrow)
- 2019: Spectre (später auf Herald of Sorrow)
- 2019: Through the Mists of Time (später auf And Be No More)
- 2020: The Astral Gate Opens (später auf And Be No More)
- 2020: I Must Go Hence (später auf And Be No More)
- 2020: The Sacrifice (später auf As Dead As Time)
- 2020: Endling (später auf As Dead As Time)
- 2020: A Forgotten Dream (später auf As Dead As Time)
- 2020: Lynn’Fey (später auf As Dead As Time)
- 2021: Sentinel of Time (später auf As Dead As Time)
- 2021: The Dying of the Day (später auf As Dead As Time)
- 2021: Collapse of Light (später auf Collapse of Light)
- 2021: The Dreaming Sea
- 2021: Dread (später auf Collapse of Light)
- 2021: Aeons Away From Home (später auf Collapse of Light)
- 2022: Death-blooms Perpetuate (später auf Collapse of Light)
- 2022: Acceptance (später auf Decay into Irrelevance)
- 2022: Filtering out of Reality (später auf Decay into Irrelevance)
- 2022: Burden (später auf Decay into Irrelevance)
- 2022: All Secrets Onto Death (später auf Decay into Irrelevance)
- 2022: Frere Jacques (später auf Decay into Irrelevance)
- 2022: Other Days (später auf Decay into Irrelevance)
- 2023: Wretch (später auf Decay into Irrelevance)
- 2023: A Bleak Declaration (später auf Decay into Irrelevance)
- 2023: Shadowheart
- 2023: The Nothing Death
- 2023: Garden of the Gods
- 2023: Unwander
- 2023: Undream
- 2023: Unbound
- 2024: To Mourn A Dream
- 2025: End of All

## Beiträge für Kompilationen
- 2003: From the NULLL Void (Label-Kompilation, Nulll Records; Stück: Funeral Dance)
- 2017: A Lake of Ghosts (… The Long Shadow of My Dying Bride) (Tribut-Album, Doom-Metal.com; Stück: Sear Me MCMXCIII)